# 制服 (电影)
《制服》，2013年王光利執導的中国犯罪惊悚電影，徐若瑄、任達華、袁弘、穎兒領銜主演，2013年10月29日在中國大陸上映。

## 劇情
年輕美麗的貴婦Susanna （李艾 飾）離奇被殺，妝容精緻地高懸於廢棄醫院內，由於遺下近一億遺產，警員方有為 （任達華 飾） 著手向有關人士調查，包括其丈夫大衛（歐漢聲 飾） 及保險從業員陳岸生（陳思成 飾）等。其後警方在海邊又發現另一具貴婦的屍體，屍體同樣被打扮得異常豔麗，被殺方法亦一致，同樣因肺部嚴重凍傷致死，兇器不明。警方就此斷定是連環殺手所為。 方有為在調查過程中結識死者的朋友周瑾 （徐若瑄 飾），無意間發現一張十多年前周瑾與死者參加“角色扮演”聯誼活動的照片，令警方震驚的是屍體被發現時的造型正與當年活動上的一樣。 這關鍵性的線索令周瑾也陷入危機之中。 隨著案情深入調查，警方拘捕了一名專門縫製懷舊“角色扮演”服飾的裁縫張大標（吳樾 飾)。當眾人以為水落石出之際，警方竟發現了第三名遇害者的屍體! 她就是周瑾的大姑子羅子涵 （梁敏儀 飾），令稍有眉目的案情再次陷入僵局。 冷庫中，一把冰錐狠狠的插在周瑾的照片上，究竟兇手為什麼盯上周瑾等人? 她們與兇手又有甚麼深仇大恨? 兇手真正的身份是…
但當真兇浮出水面，看似塵埃落定時，方有為卻發現，原來一切並非看起來那麼簡單，故事的背後，原來還藏著另一重真相。

## 演員陣容

### 主演角色
| 演員   | 角色   | 介紹／暱稱／關係／職業 |
| 任達華 | 方友為 | 警察                   |
| 徐若瑄 | 周瑾   | 名媛、古董收藏家       |
| 袁弘   | 肖凯   | 警察                   |
| 穎兒   | 嚴曉童 | 警察                   |

### 其他角色
| 演員        | 角色   | 介紹／暱稱／關係／職業 |
| 陳思誠      | 陳岸生 | 保險經紀，變態殺手     |
| 歐漢聲      | 戴維   | 作家，第一女死者丈夫   |
| 李艾        | 蘇珊娜 | 第一女死者             |
| 劉儀偉      | 李剛   |                        |
| 吳樾 (演員) | 張大標 |                        |
| 梁敏儀      | 羅子涵 |                        |